# Blind Wedding – Hilfe, sie hat ja gesagt
Blind Wedding – Hilfe, sie hat ja gesagt ist eine US-amerikanische Filmkomödie aus dem Jahr 2006, in der Jason Biggs und Isla Fisher die Hauptrollen übernahmen. Regie führte Michael Ian Black, der auch das Drehbuch schrieb.

## Handlung
Gegen den Rat seines besten Freundes Ted macht Anderson seiner Freundin in aller Öffentlichkeit einen Heiratsantrag in einem Amorkostüm, wobei diese vor Schreck einen Herzinfarkt bekommt und stirbt. Ein Jahr später ermutigt Ted Anderson, sich erneut ins Single-Leben zu stürzen. Aber Anderson ist immer noch in Trauer und interessiert sich nicht für Treffen mit dem anderen Geschlecht, muss Ted jedoch widerwillig zustimmen, um ihn zu beschwichtigen. Anderson fragt daraufhin die Kellnerin Katie, ob sie ihn heiratet. Er ist völlig überrascht, als sie ja sagt, um einem emotionslosen Leben mit ihrem Freund zu entgehen.
Ted, Anderson, Katie und der Rest der Hochzeitsgesellschaft „borgen“ sich unter dem Vorwand einer Probefahrt ein Auto von dem Autohändler, bei dem Ted arbeitet, um zu dem Ort zu kommen, an dem die Hochzeit stattfinden soll. Sie werden aber verhaftet, da sie das Auto quasi gestohlen haben. Katies Vater flieht aus dem Gefängnis, um mit Katies Mutter an der Trauung teilzunehmen zu können. Katies Mutter hat sich auch auf den Weg gemacht und klaut ansprechendere Kleidung aus einem Bekleidungsgeschäft. Die beiden werden daraufhin auch von der Polizei festgenommen und in die gleiche Zelle wie die Hochzeitsgesellschaft gesperrt. Sie alle entkommen, indem sie es schaffen, einer Wache die Waffe abzunehmen. Anderson und Katie heiraten, aber alle werden erneut verhaftet. Nachdem sie den Richter mit einem Mixer bestochen haben, sind alle wieder auf freiem Fuß.

## Hintergrund
Der Film wurde bereits am 10. September 2006 auf dem Toronto Film Festival in Kanada uraufgeführt und die DVD erschien in den USA am 15. Januar 2008.
Der deutsche Kinostart war am 1. Mai 2008.

## Kritiken
„[…] die gequälten Gags, mit denen „American Pie“-Idol Jason Biggs um die Gunst des Publikums buhlt, wären ein echter Scheidungsgrund.“

„Blasse romantische Komödie, die vor allem daran krankt, dass die eigentlich recht guten Darsteller aufgrund des wenig ausgereiften Drehbuchs im Gegensatz zu einigen pointierter entworfenen Nebenrollen keine Konturen entwickeln können.“

„Auch wenn Biggs und die bezaubernde Fisher in den Hauptrollen zaghaft und stolpernd versuchen, sich kennenzulernen, gewinnt der Film an Charme. Aber nur, um in der nächsten Szene wieder zu wenig originell inszenierten und viel zu offensichtlichen Scherzen zurückzukehren.“

 Die Deutsche Film- und Medienbewertung FBW in Wiesbaden verlieh dem Film das Prädikat wertvoll.